# Sasaokaea aomoriensis
Sasaokaea aomoriensis là một loài Rêu trong họ Amblystegiaceae. Loài này được (Paris) Kanda miêu tả khoa học đầu tiên năm 1976.